# Lecithaster salmonis
Lecithaster salmonis är en plattmaskart. Lecithaster salmonis ingår i släktet Lecithaster och familjen Hemiuridae. Inga underarter finns listade i Catalogue of Life.